# 科佩伊斯克
55°06′N 61°37′E / 55.100°N 61.617°E
科佩伊斯克（俄语：Копе́йск）是俄羅斯車里雅賓斯克州的一個城市，位於首府車里雅賓斯克東南。2002年時人口為73,342人，後來因與附近的區域合併，2010年時人口大幅增長至137,601人。